# Kamanc
Kamanc (szerbül: Сремска Каменица / Sremska Kamenica, horvátul: Srijemska Kamenica, németül: Kemenitz) Újvidék egyik déli városrésze. Korábban önálló település volt.

## Fekvése
A Duna jobb partján, Péterváradtól 4 km-re délnyugatra, a Szerémségben fekszik, a Tarcal-hegység lankáin.

## Története
Jelentős bortermelőhely volt.
1435 táján Kamancon Pécsi Tamás és Újlaki Bálint papok magyarra fordították a Bibliát – ez az úgynevezett huszita Biblia, az első magyar Biblia-fordítás (apokrif). Huszita tanokat tartalmazott, ezért Jacobo de Marchiabeli pápai inkvizítor üldözése elől 1439-ben a lakosság papostul, Bibliástul Moldvába menekült.
A husziták kiirtásával megbízott Jacobus de Marchia mellett utazó ferences, Szalkai Balázs számol be a magyar huszitizmus kezdeteiről, s így az első magyar nyelvű kéziratos részfordítás, a huszita Biblia  előtörténetéről és szerzőinek elüldözéséről.
A trianoni békeszerződésig Szerém vármegye Ürögi járásához tartozott.

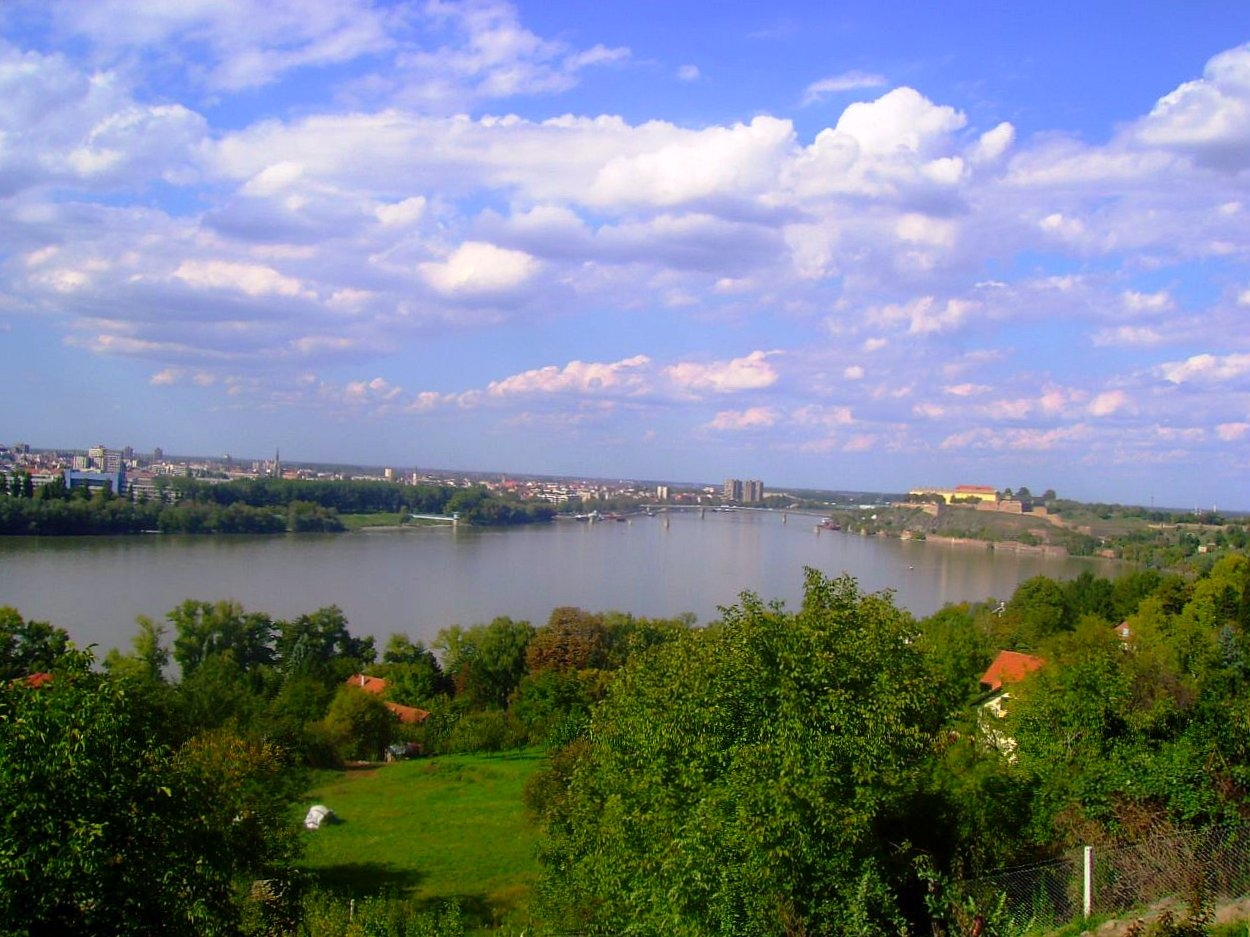
Kilátás Újvidékre és a Dunára Kamancból nézve

### Etnikai összetétel

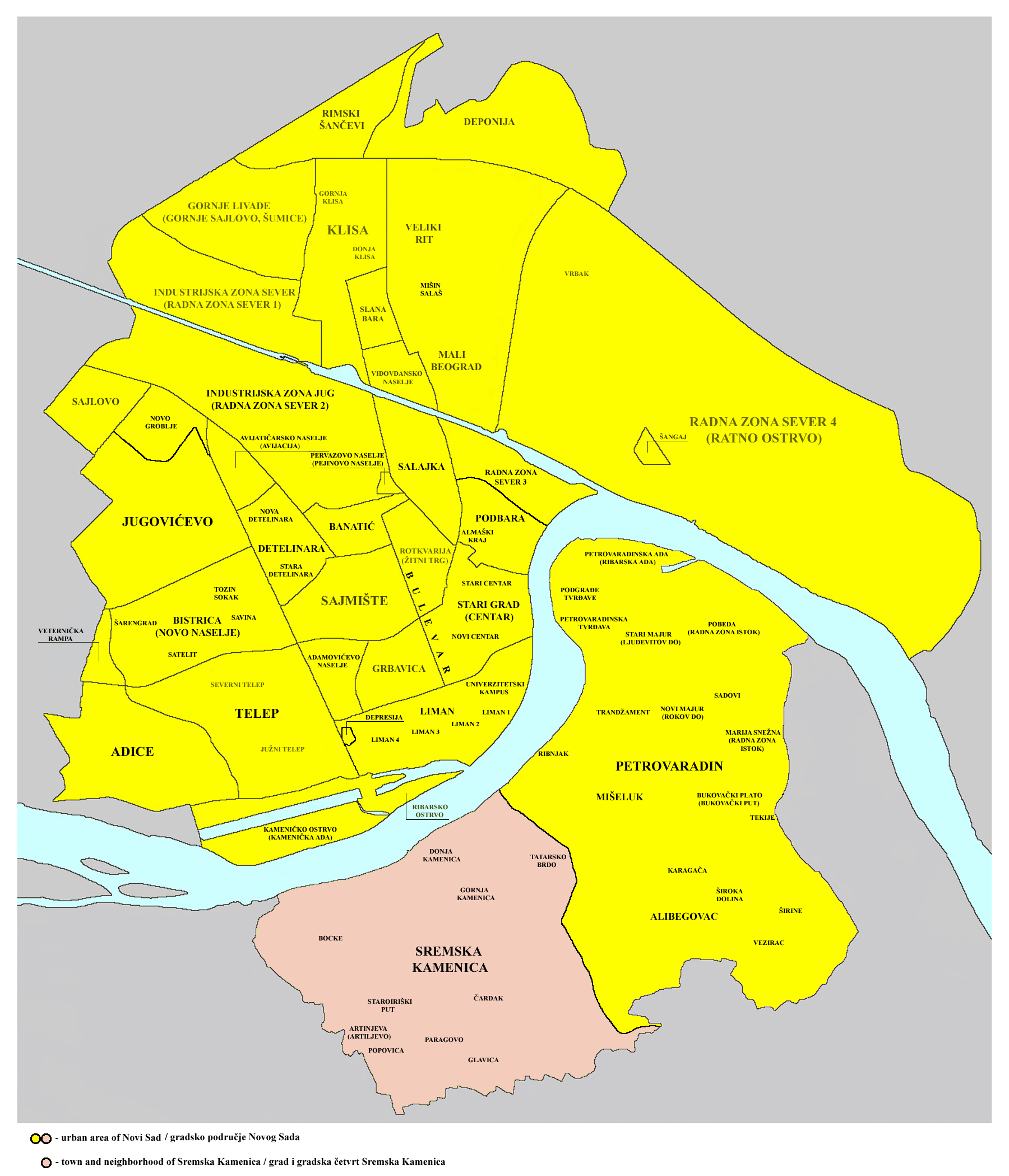
Kamanc fekvése Újvidéken belül

## Népesség

### Demográfiai változások
| 1948 | 1953 | 1961 | 1971 | 1981 | 1991 | 2002   | 2011   |
| ---- | ---- | ---- | ---- | ---- | ---- | ------ | ------ |
| 2491 | 2849 | 3646 | 5051 | 7532 | 7955 | 11 205 | 12 273 |

## Képek

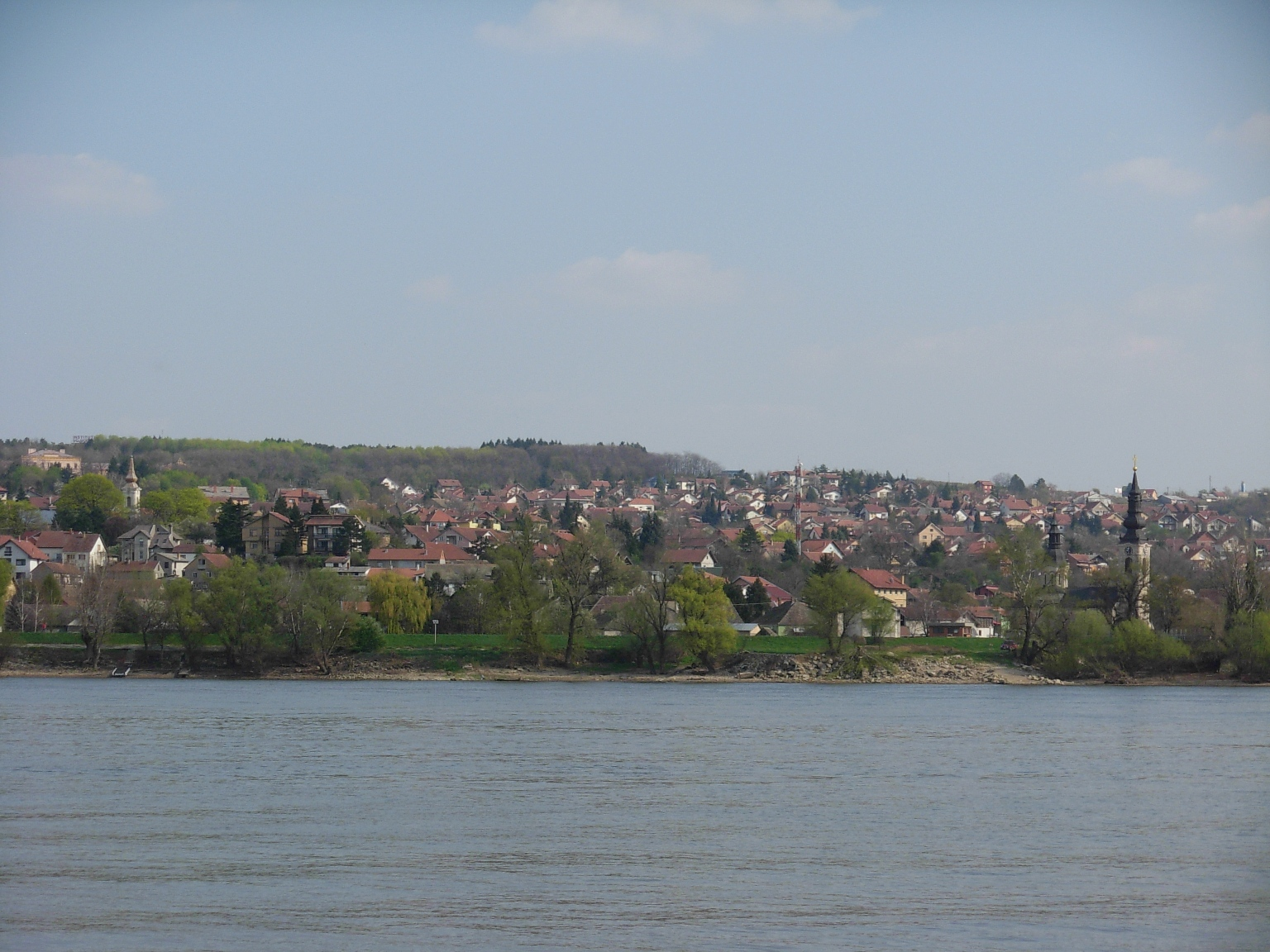
Kamanc látképe elől a Dunával
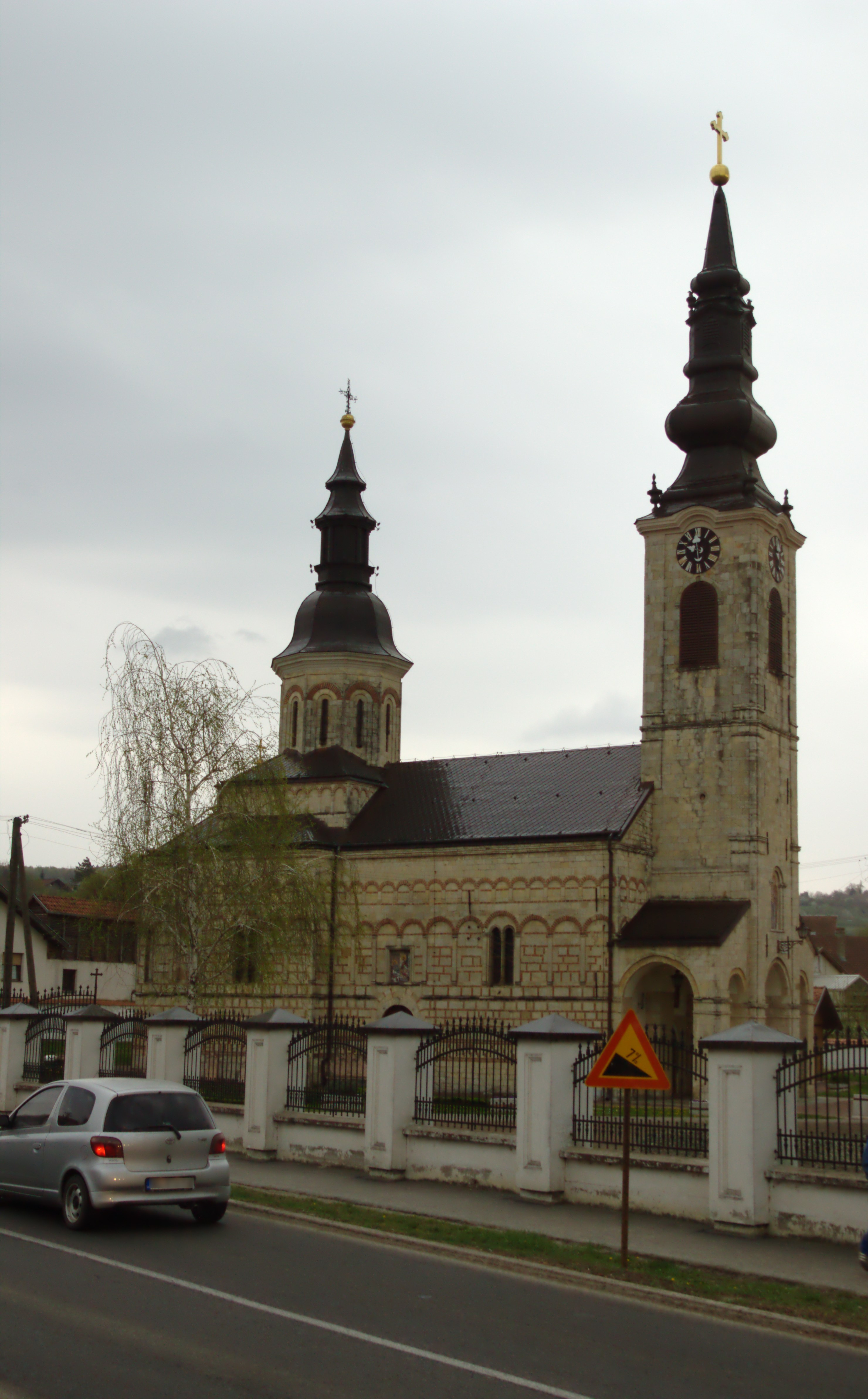
Az ortodox templom
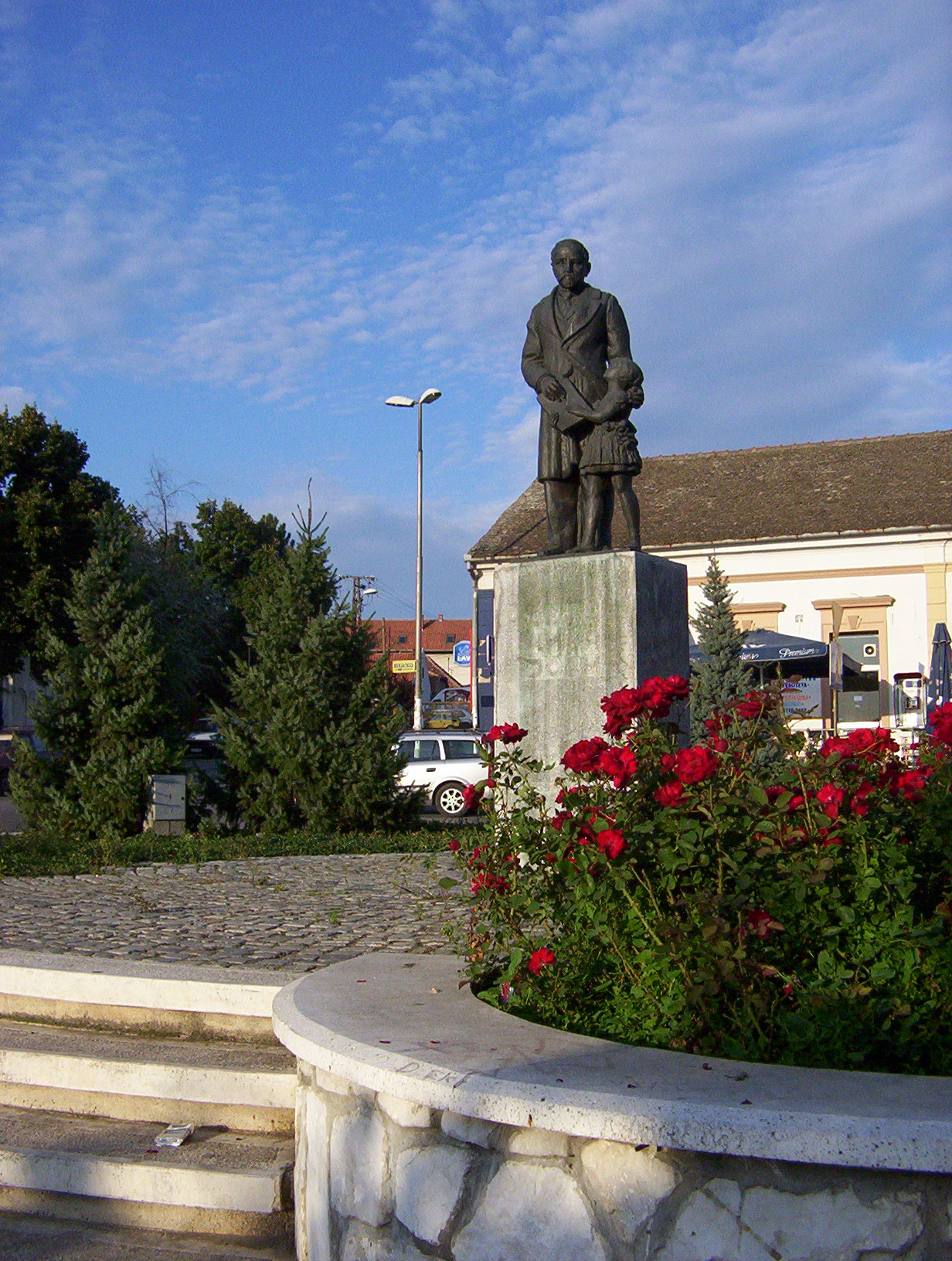
Jovan Jovanović Zmaj szerb költő szobra
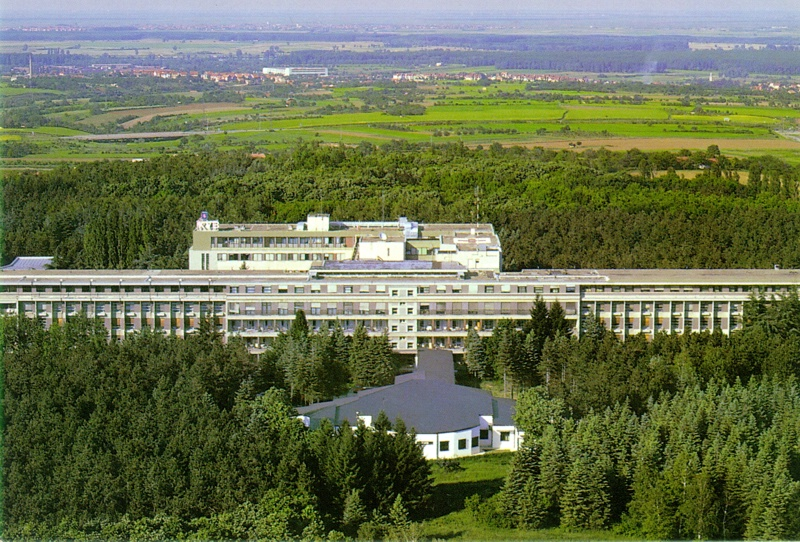
Kórház
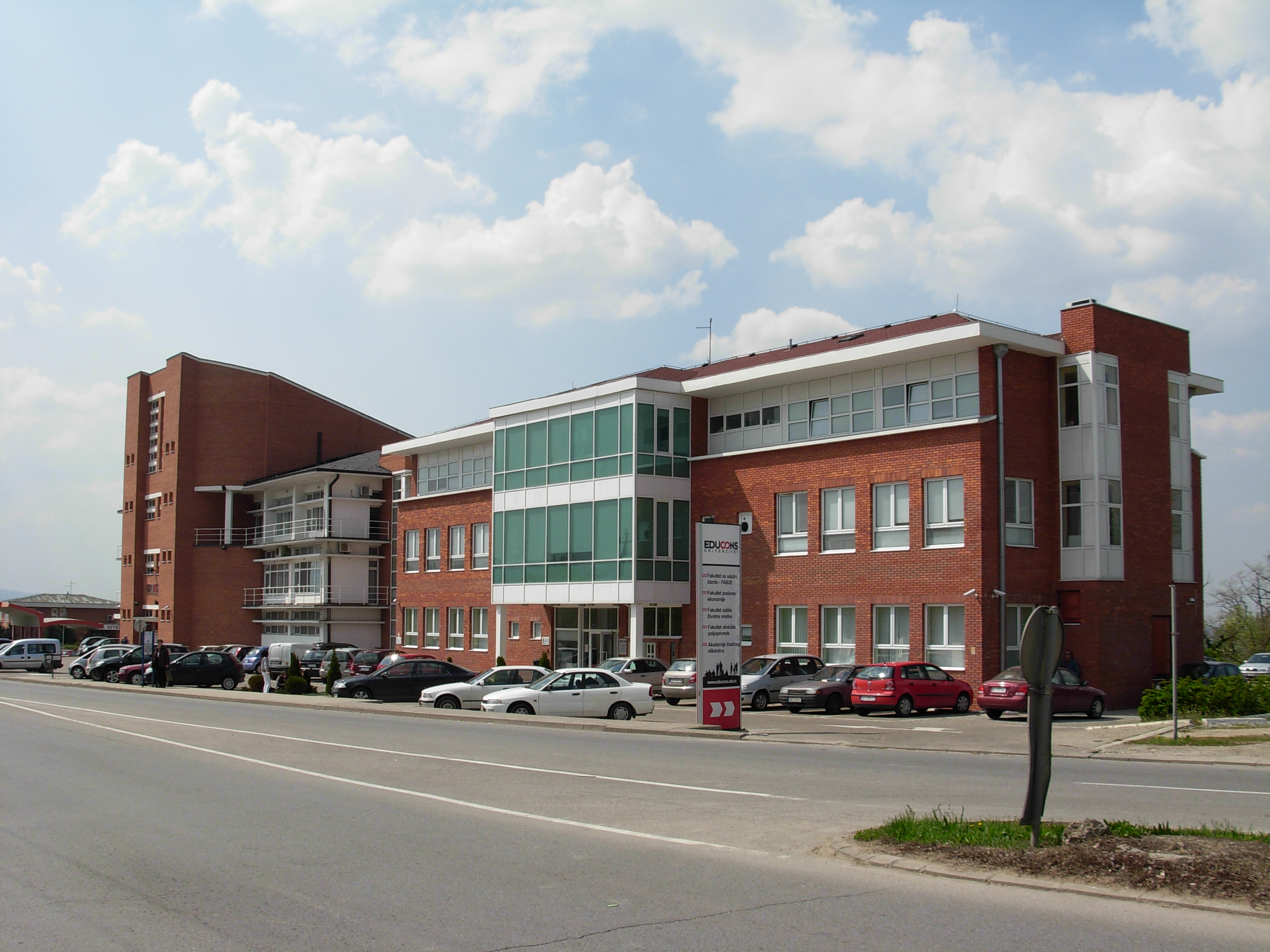
Educons Egyetem